# Міко-гетеротрофи

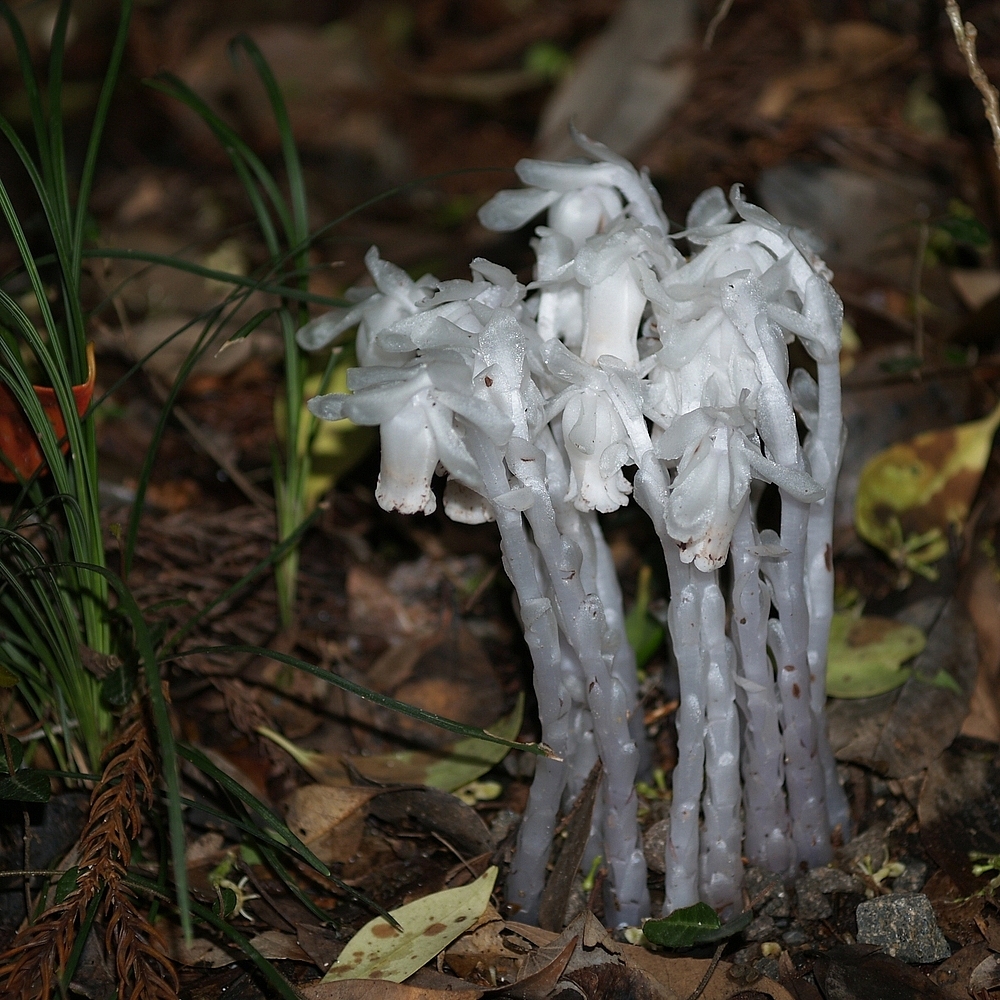
Monotropastrum humile, облігатний міко-гетеротроф

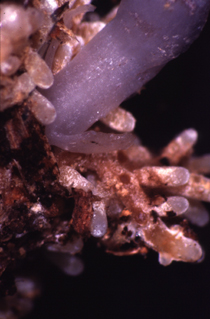
Коріння міко-гетеротрофа Monotropa uniflora в поєднанні з міцелієм Russula brevipes

Міко-гетеротрофи (від дав.-гр. μυκός — гриб, ἕτερος — різний та τροφή — живлення), тип симбіотичних відносин між певними видами рослин та грибами, де рослина підтримує своє існування не внаслідок фотосинтезу, а завдяки паразитизму на грибі, від якого отримує всі необхідні для власного функціонування поживні речовини. Рослини-паразити, що беруть участь у таких відносинах, називають мікогетеротрофами.

## Характеристика рослинного партнера
Міко-гетеротрофні рослини належать до неспоріднених між собою родин всього царства рослин:
- Bryophyta
  - Buxbaumiaceae
- Печіночники (Marchantiophyta)
  - Cryptothallus
- Плауновидні (Lycopodiophyta)
  - Lycopodiaceae
    - Плаун (Licopodium)

  - Huperziaceae
    - Баранець (Huperzia)
    - Phylloglossum
- Папоротеподібні (Pteridophyta)
  - Psilotaceae
    - Psilotum
    - Tmesipteris

  - Ophioglossaceae
    - Ophioglossum
    - Botrychium

  - Schizaeaceae
    - Schizaea
    - Actinostachys

  - Gleicheniaceae
    - Stromatopteris
- Покритонасінні (Magnoliophyta)
  - Burmanniaceae
  - Corsiaceae
  - Iridaceae
  - Orchidaceae
  - Petrosaviaceae
  - Triuridaceae
  - Ericaceae
  - Gentianaceae
  - Polygalaceae

Міко-гетеротрофні рослини, що належать до покритонасінних, не дивлячись на суттєві морфологічні відмінності, мають ряд спільних ознак у будові та розвитку. Ці рослини як правило, не здійснюють фотосинтез і не мають фотосинтетичних пігментів. Характерними ознаками міко-гетеротрофів є відсутність листків, редукція судин та інколи слабо розвинута коренева система. Насіння більшості видів мають вкрай маленькі розміри, містять малу кількість поживних речовин та зародок, який складається з декількох клітин. Необхідною умовою для розвитку зародка у насінні такого типу є дуже рання колонізація відповідним грибним партнером.
Відомо близько 500 видів, які повністю міко-гетеротрофні та майже 20 000 видів міко-гетеротрофних лише на певних стадіях розвитку. Всі види підродини Monotropoideae та нефотосинтезуючі орхідеї, папороті з роду Schizaea, а також печіночники з роду Cryptothallus та листостеблові мохи з роду Buxbaumia є повними міко-гетеротрофами. Більшість папоротеподібних та плаунів міко-гетеротрофні тільки на стадії гаметофіту. Частковими міко-гетерофами є деякі види орхідей і кілька інших груп рослин. Фотосинтезувальні орхідні на ранніх стадіях розвитку не здатні до фотосинтезу і отримують поживні речовини з організму гриба (на стадії протокорму) з яким надалі формують мікоризу. Після закінчення цього терміну вони одержують енергію шляхом фотосинтезу, бувши факультативними міко-гетеротрофами або повністю втрачають здатність до паразитичного способу життя. Не всі безхлорофільні рослини є міко-гетеротрофними. Деякі рослини одержують продукти живлення безпосередньо з інших рослин. Вони відомі як паразитні рослини.
Раніше помилково вважали, що рослини, які не в змозі здійснювати фотосинтез, живляться мертвою органічною речовиною, розкладаючи складні органічні сполуки, як це роблять сапрофітні гриби. Виходячи з цього, ці рослини відносили до сапрофітів.

## Відносини між грибом та мікогетеротрофом

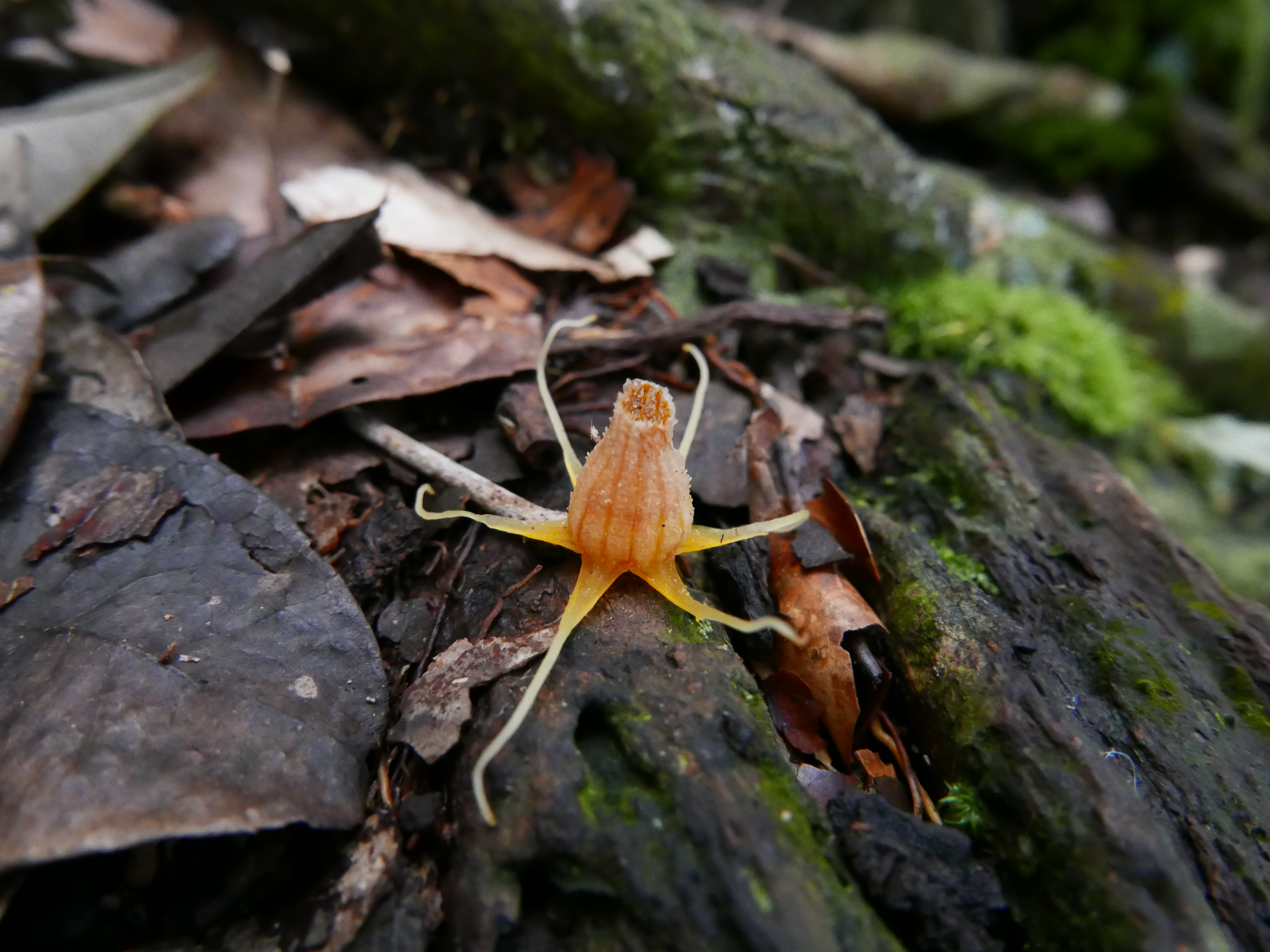
Квітка з роду Thismia

Зв'язок рослини з організмом гриба може бути повним (облігатним) — рослина не здійснює фотосинтезу, не має ані хлорофілу, ані функціональних фотосистем, а всі поживні речовини одержує з гриба, на якому паразитує. Зв'язок може бути частковим (факультативним), коли рослина здійснює фотосинтез, а додаткові поживні речовини отримує від гриба.
Коріння поєднує рослини з гіфами грибниці, оскільки це відбувається в мікоризі. Можливо міко-гетеротрофія виникла шляхом перетворення мікоризи. Змінився напрямок руху органічних сполук на зворотний — від гриба до рослини.

## Характеристика грибного партнера
Гриби, на яких паразитують рослини, є типовими видами, що утворюють ектомікоризу з фотосинтезувальними рослинами. Також існують дані, що мікогетеротрофні рослини здатні паразитувати на сапротрофних грибах з родів Coprinus та Psathirella та паразитичних грибах, як-от опеньок (Armillariella mellea).